# Thorectes coiffaiti
Thorectes coiffaiti är en skalbaggsart som beskrevs av Baraud 1969. Thorectes coiffaiti ingår i släktet Thorectes och familjen tordyvlar. Inga underarter finns listade i Catalogue of Life.